# Lau Lauritzen Jr.
Lau Lauritzen Jr. (26 de junio de 1910 - 12 de mayo de 1977) fue un director, actor y guionista cinematográfico danés. Como director, ganó en cuatro ocasiones el Premio Bodil a la mejor película danesa. Lauritzen fue uno de los fundadores de la productora cinematográfica danesa ASA Film, de la cual fue director artístico (1937 a 1945) y director administrativo (1945 a 1964).

## Biografía
Nacido en Vejle, Dinamarca, su padre era el director y actor de cine mudo Lau Lauritzen Sr., y su madre Johanne Christensen . Aprendió su oficio trabajando en estudios cinematográficos de Inglaterra, Alemania, Francia y Bélgica. Tras volver a Dinamarca, colaboró con su padre en la compañía Palladium Film, ocupándose como guionista, cámara, ayudante de dirección y, también, en tareas de sonido. En 1934 debutó como director con la comedia Ud i den kolde sne. Lauritzen codirigió la cinta junto a Alice O'Fredericks, que también había sido ayudante de dirección de su padre en Palladium. La colaboración entre Lauritzen y O'Fredericks fructificó, y rodaron un total de 27 películas en las décadas de 1930 y 1940.
En 1937, Lauritzen, junto con los directores John Olsen y Henning Karmark, fundó el estudio ASA Film, del cual fue director artístico. En ASA a menudo codirigió, sobre todo con Alice O'Fredericks y Bodil Ipsen. Durante la ocupación alemana en la Segunda Guerra Mundial, Lauritzen dirigió 22 filmes con ASA Film. En 1946, junto con Ipsen, ganó la Palma de Oro del Festival de Cannes por La tierra será roja, película que trataba sobre la resistencia danesa durante la ocupación. La película estaba protagonizada por la esposa de Lauritzen, Lisbeth Movin, con la que se había casado el año anterior.
Lauritzen compartió con Ipsen el Premio Bodil en tres ocasiones: en 1949, por Støt står den danske sømand, que protagonizaban Lauritzen y Movin; en 1951, por Paradise Cafe, que fue elogiada como una obra maestra danesa; y en 1952 por Det Sande Ansigt, protagonizada por el mismo Lauritzen. En 1954 recibió otro Premio Bodil, esta vez en solitario por su drama criminal Farlig Ungdom. Los cuatro premios Bodil de Lauritzen a la mejor película danesa 's four Bodils for Best Danish fueron un récord que se mantuvo más de cuarenta años, hasta que Lars von Trier recibió en 1997 su cuarto Premio Bodil por Breaking the Waves.
Desde 1945 a 1965, Lauritzen fue director administrativo de ASA Film. En 1969 dirigió y produjo su última película, Mig og min lillebror og Bølle. A lo largo de su carrera, Lauritzen dirigió 64 películas, actuó en 27 y escribió el guion de 25. 
Se casó por vez primera con Nina Borthen, hija de un magnate naviero noruego. El 30 de enero de 1945 se casó con su segunda esposa, la actriz danesa Lisbeth Movin. Fue el padre de la también actriz Lone Lau.
Lau Lauritzen Jr. Falleció en el año 1977, y fue enterrado en el Cementerio de Hørsholm.

## Premios
- 1946 : Palma de Oro del Festival de Cannes por La tierra será roja (junto a Bodil Ipsen)
- 1949 : Premio Bodil por Støt står den danske sømand
- 1951 : Premio Bodil por Café Paradis
- 1952 : Premio Bodil por Det sande ansigt
- 1954 : Premio Bodil por Die Verführten

## Filmografía

### Director
- 1934 : Ud i den kolde sne
- 1935 : Kidnapped
- 1935 : Week-end
- 1936 : Snushanerne
- 1936 : Panserbasse
- 1936 : Cirkusrevyen 1936
- 1936 : En fuldendt gentleman
- 1937 : Frk. Møllers jubilæum
- 1937 : Der var engang en vicevært
- 1938 : Alarm
- 1938 : Julia jubilerar
- 1938 : Livet paa Hegnsgaard
- 1938 : Blaavand melder Storm
- 1939 : De tre måske fire
- 1939 : Nordhavets mænd
- 1939 : I dag begynder livet
- 1940 : Familien Olsen
- 1940 : Västkustens hjältar
- 1940 : Pas på Svinget i Solby
- 1940 : En desertør
- 1940 : En ganske almindelig pige
- 1941 : Niels Pind og hans dreng
- 1941 : Tror du jeg er født i Gaar!
- 1941 : Far skal giftes
- 1941 : Frk. Kirkemus
- 1942 : Afsporet
- 1942 : Søren Søndervold
- 1942 : Frk. Vildkat
- 1943 : Hans Onsdagsveninde
- 1943 : Det ender med bryllup
- 1943 : Jeg mødte en morder
- 1944 : Frihed, lighed og Louise
- 1944 : Rejsefeber
- 1944 : Dansk sport i småglimt
- 1944 : Bedstemor går amok
- 1945 : Affæren Birte
- 1945 : Panik i familien
- 1945 : Klingende toner
- 1945 : De kloge og vi gale
- 1945 : La tierra será roja
- 1946 : Jeg elsker en anden
- 1947 : Familien Swedenhielm
- 1947 : Når katten er ude
- 1947 : Lise kommer til Byen
- 1947 : Jag älskar dig, Karlsson!
- 1947 : Røverne fra Rold
- 1948 : Støt står den danske sømand
- 1949 : Vi vil ha' et barn
- 1950 : Den opvakte jomfru
- 1950 : Café Paradis
- 1951 : Det sande ansigt
- 1952 : Vejrhanen
- 1953 : Farlig ungdom
- 1954 : En sømand går i land
- 1956 : Taxa K 1640 efterlyses
- 1957 : Danmarks konge
- 1958 : Verdens rigeste pige
- 1960 : Sømand i knibe
- 1961 : Min kone fra Paris
- 1962 : Rikki og mændene
- 1965 : Jensen længe leve
- 1967 : Mig og min lillebror
- 1968 : Mig og min lillebror og storsmuglerne
- 1969 : Mig og min lillebror og Bølle

### Actor
- 1934 : Ud i den kolde sne
- 1934 : Barken Margrethe
- 1935 : Week-end
- 1936 : Snushanerne
- 1936 : Panserbasse
- 1937 : En fuldendt gentleman
- 1937 : Frk. Møllers jubilæum
- 1937 : Der var engang en Vicevært
- 1938 : Alarm
- 1938 : Julia jubilerar
- 1938 : Blaavand melder Storm
- 1939 : De tre måske fire
- 1939 : Nordhavets mænd
- 1940 : En ganske almindelig pige
- 1941 : Tag til Rønneby Kro
- 1942 : Afsporet
- 1945 : Den usynlige hær
- 1945 : De røde enge
- 1947 : Lise kommer til Byen
- 1947 : Jag älskar dig, Karlsson!
- 1948 : Værelse søges
- 1948 : Støt står den danske sømand
- 1950 : Café Paradis
- 1951 : Det sande ansigt
- 1954 : En sømand går i land
- 1956 : Taxa K 1640 efterlyses
- 1960 : Sømand i knibe

### Guionista
- 1930 : Hr. Tell og søn
- 1930 : Pas paa pigerne
- 1931 : Krudt med knald
- 1932 : I kantonnement
- 1932 : Han, hun og Hamlet
- 1933 : Med fuld musik
- 1933 : Københavnere
- 1934 : Ud i den kolde sne
- 1934 : Barken Margrethe
- 1935 : Kidnapped
- 1935 : Week-end
- 1936 : Snushanerne
- 1936 : Panserbasse
- 1937 : Frk. Møllers jubilæum
- 1937 : Der var engang en Vicevært
- 1938 : Alarm
- 1938 : Julia jubilerar
- 1938 : Blaavand melder Storm
- 1939 : De tre måske fire
- 1940 : Västkustens hjältar
- 1941 : Tror du jeg er født i Gaar!
- 1944 : Bedstemor går amok
- 1945 : Klingende toner
- 1957 : Danmarks konge

## Premios y distinciones
Festival Internacional de Cine de Cannes
| Año  | Categoría   | Película    | Resultado |
| ---- | ----------- | ----------- | --------- |
| 1946 | Gran Premio | Red Meadows | Ganador   |